# Bukevje (miasto Sveti Ivan Zelina)
Bukevje – wieś w Chorwacji, w żupanii zagrzebskiej, w mieście Sveti Ivan Zelina. W 2011 roku liczyła 84 mieszkańców.